# Уго Ферранте
Уго Ферранте (італ. Ugo Ferrante, * 18 липня 1945, Верчеллі — † 29 листопада 2004, Верчеллі) — колишній італійський футболіст, ліберо.
Насамперед відомий виступами за клуби «Фіорентина» та «Ланероссі», а також національну збірну Італії.
Володар Кубка Італії. Чемпіон Італії.

## Клубна кар'єра
Вихованець футбольної школи клубу «Про Верчеллі».
У дорослому футболі дебютував 1963 року виступами за команду клубу «Фіорентина», в якій провів дев'ять сезонів, взявши участь у 179 матчах чемпіонату. За цей час виборов титул володаря Кубка Італії, ставав чемпіоном Італії.
1972 року перейшов до клубу «Ланероссі», за який відіграв 4 сезони. Більшість часу, проведеного у складі «Ланероссі», був основним гравцем команди. Завершив професійну кар'єру футболіста виступами за команду «Ланероссі» у 1976 році.

## Виступи за збірну
1970 року дебютував в офіційних матчах у складі національної збірної Італії. Протягом кар'єри у національній команді, яка тривала усього 2 роки, провів у формі головної команди країни 3 матчі. У складі збірної був учасником чемпіонату світу 1970 року у Мексиці, де разом з командою здобув «срібло».
| Дата       | Місто   | Господарі  | Результат | Гості   | Турнір           | Голи | Примітки |
| ---------- | ------- | ---------- | --------- | ------- | ---------------- | ---- | -------- |
| 10/05/1970 | Лісабон | Португалія | 1 – 2     | Італія  | товариський матч | -    |          |
| 17/10/1970 | Берн    | Швейцарія  | 1 – 1     | Італія  | товариський матч | -    |          |
| 20/02/1971 | Кальярі | Італія     | 1 – 2     | Іспанія | товариський матч | -    |          |
| Усього     |         | Матчів     | 3         |         | Голів            | 0    |          |

## Титули і досягнення
- Володар Кубка Італії (1):

«Фіорентіна»: 1965–66
- Чемпіон Італії (1):

«Фіорентіна»: 1968–69
- Віце-чемпіон світу: 1970